# Brauner Palast

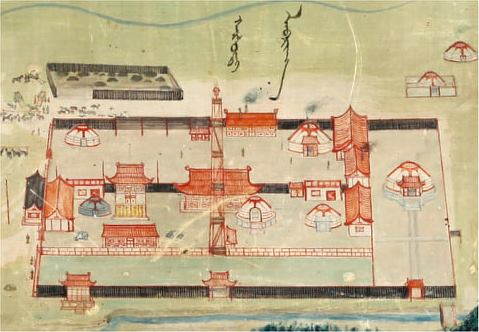
Ansicht des Palastes aus der Luft, Gemälde von Jugder, 1913.

Der Braune Palast (mongolisch ᠬᠦᠷᠢᠨ ᠣᠷᠳᠣᠨ Khüren ordon) war eine kaiserliche Residenz des Bogd Khan, des Herrschers der Mongolei, in der Hauptstadt Ulaanbaatar. Er war auch bekannt als Haistai Temple (mongolisch ᠬᠠᠶᠢᠰᠤ ᠲᠠᠢ ᠯᠠᠪᠷᠤᠩ, dt.: „Großer Tempel des Wissens“ en.: Great Temple of Knowledge). Weitere Residenzen waren der “Weiße Palast” und der „Gelbe Palast“  (ᠰᠢᠷ᠎ᠠ ᠣᠷᠳᠣᠨ Shar ordon).

## Geschichte
Der Palast wurde Ende des 19. und Anfang des 20. Jahrhunderts am Fluss Tuul erbaut. 1924 wurde er der kommunistischen Akademie der Mongolischen Revolutionären Volkspartei übergeben, und die meisten Gebäude wurden zerstört. Der Komplex bestand aus einem zentralen Hof in einem größeren umzäunten Bereich. Zusammen mit der Haupthalle und Wohn-Jurten, er verfügte über einen markanten Glockenturm.
Ein großes monumentales Gemälde davon wurde von Mardsan Scharaw angefertigt und befindet sich im Zanabazar Kunstmuseum.